# Kisii (stad)

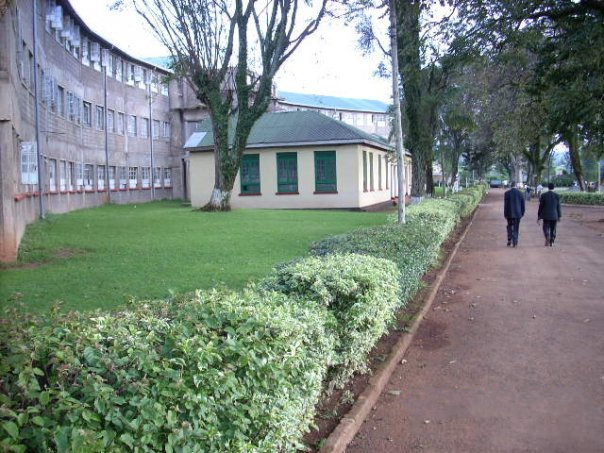
Skola i Kisii.

Kisii är en ort och kommun i distriktet Kisii i provinsen Nyanza i Kenya. Centralorten hade 61 892 invånare vid folkräkningen 2009, med 83 460 invånare i hela kommunen.